# Perkūnas
Perkūnas (en lituà: Perkūns, Perkūnas; en letó: Pērkons; en prussià: perkūns, perkunis; en polonès: Perkun, Perun, Perkwunos; en eslovè: Parkelj) és una de les deïtats més importants del panteó bàltic. Està documentat, tant a la mitologia lituana com a la letona, com el déu del tro, la pluja, les muntanyes, els roures i el cel.

## Etimologia
El nom sobreviu en el bàltic modern, en lituà com perkūnas (tro) i perkūnija (tempesta de trons), i en letó com pērkons (tant tro com tempesta de trons). Tot de noms alternatius són, per exemple, Pērkoniņš i Pērkonītis (diminutius) i Pērkona tēvs i Vecais tēvs.
Està relacionat amb el déu eslau Perun, així com amb el déu finès Perkele, un dels noms d'Ukko (home vell), considerat com un préstec de la mitologia bàltica i el déu escandinau Jörð.